# Прозавроподи
Прозавроподи (Prosauropoda) — інфраряд ящеротазових динозаврів підряду Завроподоморфи (Sauropodomorpha).

## Опис
У прозавроподів був довгий хвіст і бочкоподібне тіло. Деякі прозавроподи пересувалися на чотирьох лапах, інші — тільки на двох. Харчувалися рослинами і були першими великими динозаврами, що з'явилися на Землі.

### Класифікація
Класифікація станом на вересень 2017 року:
- Інфраряд Прозавроподи (Prosauropoda)  Huene, 1920
  - Mussaurus
  - Родина Riojasauridae
    - Eucnemesaurus
    - Riojasaurus

  - Клада Plateosauria
    - Родина Plateosauridae
      - Euskelosaurus
      - Plateosaurus
      - Ruehleia
      - Sellosaurus
      - Unaysaurus?
      - Yimenosaurus

    - Родина Massospondylidae
      - Coloradisaurus
      - Glacialisaurus
      - Lufengosaurus
      - Massospondylus
      - Yunnanosaurus
      - Jingshanosaurus

- Eoraptor?